# Operação MIAS
A MIAS foi uma missão de redução de armas dirigida pela Agência Central de Inteligência Americana, cognominada Operação MIAS (Missing in Action Stingers, ou "Stinger's desaparecidos em ação") foi encarregada de comprar de volta mísseis Stinger dados aos Mujahideen para combater a invasão soviética do Afeganistão. As informações sobre o programa permanecem confidenciais, embora as informações tenham sido coletadas de relatos da mídia e funcionários do governo falando informalmente.  

## Linha do tempo
Lançada em 1990 com uma verba de US$ 10 milhões do Congresso, a operação competiu contra traficantes de armas chechenos, azeris e iranianos , ansiosos por capitalizar com o desmembramento da União Soviética e batalhas iminentes entre estados satélites, bem como traficantes de drogas em busca de armas para afastar aeronaves em seu espaço. 
O preço de um Stinger foi estimado em US $ 300.000.  Outras fontes sugeriram que as armas, que custavam US$ 20.000 para serem produzidas, estavam sendo vendidas apenas por US$ 100.000 no mercado negro, ainda muito acima dos US$ 70.000 que a CIA inicialmente ofereceu aos afegãos para entregá-las.  Em 1993, a CIA abordou o Congresso observando que eles precisavam de mais US$ 55 milhões para comprar de volta as armas, observando que uma falha em proteger os mísseis poderia resultar em ataques contra aeronaves civis americanas.  Em 1998, Felix Sater forneceu à CIA a localização e os números de série de aproximadamente 10 Stingers mantidos pela Aliança do Norte.   

## Resultados
A missão foi apelidada de "fracasso" pelo Instituto Internacional de Pesquisa para a Paz de Estocolmo, devido à sua incapacidade de rastrear as armas amplamente dispersas por meio de grupos descentralizados, deixando centenas de dispositivos nas mãos de senhores da guerra e militantes.  O Instituto comparou desfavoravelmente os resultados do fracasso do Afeganistão, com o sucesso do programa similar que rendeu 41 dos 43 mísseis que a Eritreia havia dado ao líder da Aliança Nacional Somali, Hussein Aideed , em 1998. 